# Majoranna (keresztnév)
A Majoranna újabb keletű névadás a növénynévből.

## Gyakorisága
Az 1990-es években szórványos név, a 2000-es években nem szerepel a 100 leggyakoribb női név között.

## Névnapok
ajánlott névnap
- augusztus 1.[2]